# معهد الهندسة والتقانة
جمعية الهندسة والتقنية (بالإنجليزية: Institution of Engineering and Technology)‏ (IET) هي أكبر منظمة احترافية مهنية وغير ربحية على مستوى أوروبا لتطوير وتعزيز العلوم والهندسة والتقنية وموقعها الأساسي هو المملكة المتحدة. وتعتبر ثاني أكبر مؤسسة عالمية بعد جمعية مهندسي الكهرباء والإلكترونيات. تأسست في عام 2006 وذلك إثر دمج مؤسستين منفصلتين وهما معهد المهندسين الكهربائيين والتي تأسست في عام 1871 ومعهد المهندسين الإذاعيين والتي تأسست في 1884.
يبلغ عدد أعضاء المنظمة أكثر من 153,000 عضو.